# Let China Eastern Airlines 5735
Let China Eastern Airlines 5735 (MU5735) byl pravidelný let Boeingu 737-89P společnosti China Eastern Airlines z kchunmingského Mezinárodní letiště Čchang-šuej na kantonské Mezinárodní letiště Paj-jün. Letoun se 21. března 2022 zřítil do horské oblasti, asi 160 kilometrů od svého cíle. Několik zpráv tvrdí, že letadlo úmyslně havarovalo, ale oficiální vyšetřování Národního úřadu pro bezpečnost dopravy (NTSB) a Úřadu pro civilní letectví Číny (CAAC) stále pokračuje.

## Průběh letu

Trasa letu (data z Flightradar24)

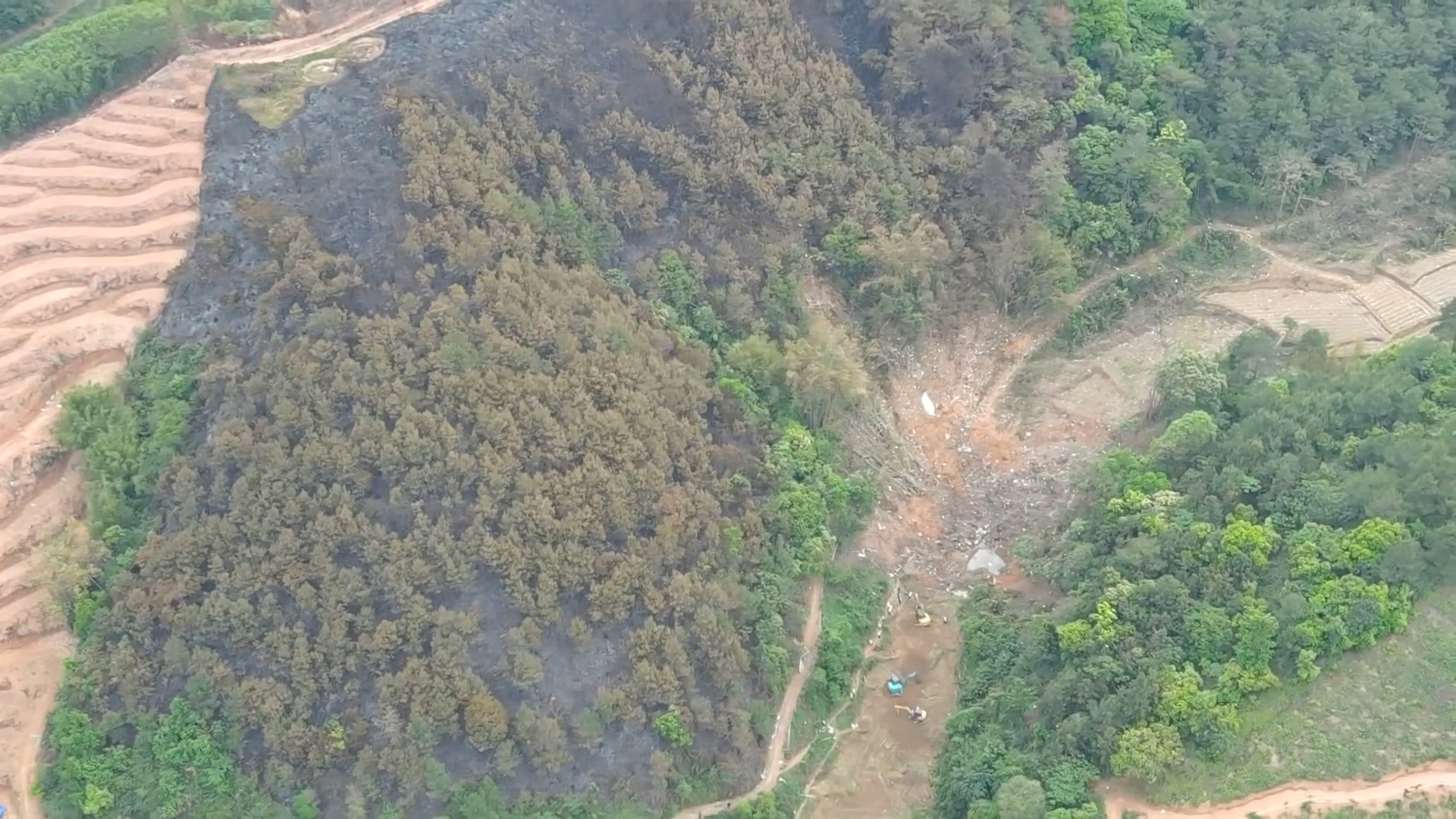
Místo neštěstí 21. března 2022

Letadlo vzlétlo v 13:16 místního času a přistání mělo naplánované v 15:05 místního času. Ve 14:19 místního času, tedy po hodině a třech minutách letu, začalo letadlo ztrácet rychlost a výšku. Nad městem Wu-čou se kontakt s letadlem ztratil. Během dvou minut se letadlo propadlo z výšky 8900 metrů do výšky 1300 metrů a pokračovalo střemhlavě do horské oblasti Kuang-si. Havárii natočila bezpečnostní kamera místní těžařské společnosti. Obyvatelé vesnic v okolí místa havárie slyšeli hlasitý výbuch. Záběry z místa havárie pořízené po incidentu ukázaly trosky a požár. V okolí bylo roztroušeno mnoho menších kusů trosek. Všechny osoby na palubě při havárii zemřely.

## Vyšetřování nehody
Ve středu 23. března 2022 se našla první černá skřínka se záznamem zvuku z pilotní kabiny a čínští vyšetřovatelé ji začali prověřovat. Skříňka byla silně poškozená, ale úložiště nehodu přečkalo v relativně dobrém stavu. Nalezly se i kusy motorů a křídel. V neděli 27. března 2022 došlo v hloubce půl druhého metru pod zemským povrchem k nálezu druhé z černých skříněk. Dne 1. dubna byla CVR převezena do zařízení NTSB ve Washingtonu DC. Ve stejný den odjel tým vyšetřovatelů NTSB ze Spojených států do Číny. 29. března byla úspěšně identifikována těla všech 132 pasažérů. K 31. březnu bylo vyzvednuto přes 49 000 kusů trosek letadla. Čínské vedení vyzvalo k otevřenému, včasnému a transparentnímu zveřejnění informací o havárii, přičemž předběžná zpráva se očekává do 30 dnů. Brzy po nehodě Sonya Brownová, přednášející v oboru leteckého designu na University of New South Wales, navrhla, že katastrofické selhání ocasní plochy (například problém se stabilizátorem) a sabotáž (například úmyslné zřícení pilota) byly dvě z nich. Dne 24. března byl kus trysky objeven asi 10 km od místa havárie, což zpočátku dávalo váhu teorii o rozpadu ve vzduchu. Čínské úřady však později potvrdily, že se jednalo o winglet, jehož ztráta by neměla vážně narušit letovou způsobilost a který je dostatečně lehký na to, aby buď sletěl k zemi ve větru, nebo se rozlomil během sestupu.

### Předběžná zpráva
20. dubna vydal CAAC předběžnou zprávu o nehodě, v níž se uvádí, že „nedošlo k žádné abnormalitě v rádiové komunikaci mezi posádkou a řízením letového provozu před odchýlením se od cestovní nadmořské výšky“. Bylo oznámeno, že letadlo je letuschopné, že veškerý personál splňuje požadavky, počasí je dobré a že nebylo nalezeno žádné nebezpečné zboží. Obě černé skříňky však byly vážně poškozeny a byly poslány do Washingtonu k dalšímu vyšetřování. Zveřejňování zpráv o nehodách je v Číně výjimečné, předběžná zpráva je vnímána jako krok k větší transparentnosti.

## Posádka
Na letu bylo 123 cestujících a 9 členů posádky, celkem 132 lidí. CAAC a letecká společnost jsou v procesu získávání jmen cestujících a posádky. Všichni cestující byli Číňané.
Posádku tvořili tři piloti, pět letušek a ochranka.
- Kapitán Jang Chung-ta pracoval jako pilot Boeingu 737 od ledna 2018 s celkovým počtem 6 709 letových hodin.
- První důstojník Čang Čeng-pching patřil k nejzkušenějším čínským obchodním pilotům s 31 769 hodinami a byl leteckým instruktorem pro China Eastern, který vycvičil více než 100 kapitánů. V roce 2011 mu byl udělen čestný titul „Zasloužilý pilot“ civilního letectví.
- Druhý důstojník Ni Kung-tchao, s celkovým počtem 556 letových hodin, byl na palubě v rámci výcviku.

## Ohlasy
China Eastern Airlines na tuto událost reagovala stažením všech svých 70 letadel typu Boeing 737-800 z provozu. Necelý měsíc po nehodě společnost lety obnovila. Prvním letem po uzemnění byl let číslo MU5483 z Kunmingu do Čcheng-tu.